# Big Sean
Big Sean, pseudonimo di Sean Michael Leonard Anderson (Santa Monica, 25 marzo 1988), è un rapper statunitense.
Ha firmato per la GOOD Music di Kanye West nel 2007, e successivamente per la Def Jam Recordings nel 2008 per la sua etichetta Finally Famous.

## Biografia
Nato a Santa Monica, California, è cresciuto a Southwest Detroit con sua madre e con i suoi nonni. Ha frequentato la Waldorf School di Detroit, laureandosi alla Tass technical High School. Nei suoi anni post-liceo intreccia una preziosa amicizia con la stazione di Detroit WHTD, dove mostra le sue abilità in una rap battle settimanale tenuta dalla stazione stessa.
Nel 2005, Kanye West stava facendo un'intervista radiofonica su 102.7 FM. Ascoltandolo, Sean era diretto alla radio per incontrarlo e cantare una sorta di freestyle. Inizialmente Kanye non era disposto ad ascoltare l'MC, ma in qualche modo rappò per lui e alla fine, Big Sean ricorda:
Raggiungemmo l'entrata della stazione radio, ..., ci siamo fermati alla porta e, guardandomi, incominciò a scuotere la testa. Ha persino lasciato una demo-tape; due anni dopo, West fece firmare Sean con la GOOD Music.
Nel settembre 2007, Sean pubblica il suo primo mixtape ufficiale Finally Famous: The Mixtape. Il suo singolo Get'cha Some, prodotto da Wrigh Trax, ottiene l'attenzione dei media e compare su The Source e su Detroit Metro Times. Ha anche registrato un video musicale per questa canzone, diretto da Hype Williams.
Sean pubblica un secondo mixtape ospitato da Mick Boogie, il 16 aprile 2009, chiamato UKNOWBIGSEAN. Questo mixtape include 30 brani, fra i quali: Million Dollars, Get'cha Some e Desire, Want, Need.
Sean pubblica anche un terzo mixtape ospitato da Don Cannon nell'agosto del 2010, chiamato Finally Famous Vol. 3: BIG.
Al mixtape partecipano Bun B, Chip tha Ripper, Curren$y, SAYITAINTTONE, Tyga, Drake, Mike Posner, Suai, Chuck Inglish, Asher Roth, Dom Kennedy, Boldy James e Chiddy Bang. Il mixtape include 20 brani.

### Finally Famous(2010-2012)
È stato l'album di debutto di Big Sean e comprende collaborazioni con artisti fra i quali Pharrell Williams, Kanye West, Kid Cudi, Wiz Khalifa, The Game, Chiddy Bang, Pusha T, Drake, Malak, Tyga e Mike Posner, con produzioni di Kanye West, Malak, Jeff Bhasker, No I.D., The Olympicks, Tricky Stewart, Chiddy Bang e The Neptunes.
Sean ha infine concesso la pubblicazione della data del suo album di debutto, il 21 giugno 2011. L'album è uscito in quel giorno e ha riscosso un buon successo grazie soprattutto alla collaborazione con Nicki Minaj. Il singolo principale dell'album è My Last, in collaborazione con Chris Brown e prodotto da No I.D.

### Hall of Fame(2012-2014)
Il secondo album di Big Sean, Hall of Fame, è uscito il 27 agosto 2013 e comprende collaborazioni con Jhené Aiko, Lil Wayne, Nas, Kid Cudi, Nicki Minaj, Juicy J, Young Jeezy e Miguel, con produzioni di No I.D., Key Wane, Hit-Boy, Da Internz, Mike Dean, Travi$ Scott, Xaphoon Jones e Young Chop. 
Hall of Fame ha avuto 4 singoli: Guap, Switch Up (con Common), Beware (con Jhené Aiko e Lil Wayne) e Fire. Nell'agosto 2013 duetta con Ariana Grande in Right There, singolo contenuto nell'album di debutto della cantante, Yours Truly. Fa da eco il brano Best Mistake contenuto nell'album successivo della cantante My Everything.

### Dark Sky ParadiseeTWENTY88(2015-oggi)
Nel febbraio 2015 Big Sean pubblica il suo terzo album Dark Sky Paradise, dal quale estrae cinque singoli e collabora con la ex-fidanzata Ariana Grande in Research.
Alla fine del 2015, la superstar barbadiana Rihanna annuncia che il rapper aprirà le date europee del suo Anti World Tour.
Il 27 marzo 2016 il rapper annuncia che il 1 aprile successivo pubblicherà un album in collaborazione con Jhené Aiko, con la quale formerà il gruppo TWENTY88.
Nel 2017 collabora con i Coldplay al brano Miracles (Someone Special), presente nell'EP Kaleidoscope EP, uscito il 14 luglio dello stesso anno.
Sempre nel 2017 collabora con il famoso Dj britannico Calvin Harris al brano Feels, presente nell'album  Funk Wav Bounces Vol. 1 uscito il 30 Giugno 2017; il brano vede inoltre la partecipazione di Katy Perry e Pharrell Williams.
Il 25 marzo annuncia che il suo nuovo album sarebbe stato Detroit 2. Il 25 agosto rilascia il singolo Deep Reverence con il defunto Nipsey Hussle. L'album viene pubblicato il 4 settembre 2020. Nel 2021 pubblica il singolo What a Life in qualità di primo estratto dal suo sesto album Neno.

## Discografia

### Da solista
- 2011 – Finally Famous
- 2013 – Hall of Fame
- 2015 – Dark Sky Paradise
- 2017 – I Decided
- 2020 – Detroit 2
- 2021 – Neno
- 2024 - Better Me Than You

### Album collaborativi
- 2016 – Twenty88 (con Jhené Aiko)
- 2017 – Double or Nothing (con Metro Boomin)

## Filmografia parziale
- Tappo - Cucciolo in un mare di guai (Trouble), regia di Kevin Johnson (2019) - voce
- Life in a Year, regia di Mitja Okorn (2020)